# Ice-T
Tracy Lauren Marrow (n. 16 februarie 1958 (67 de ani)

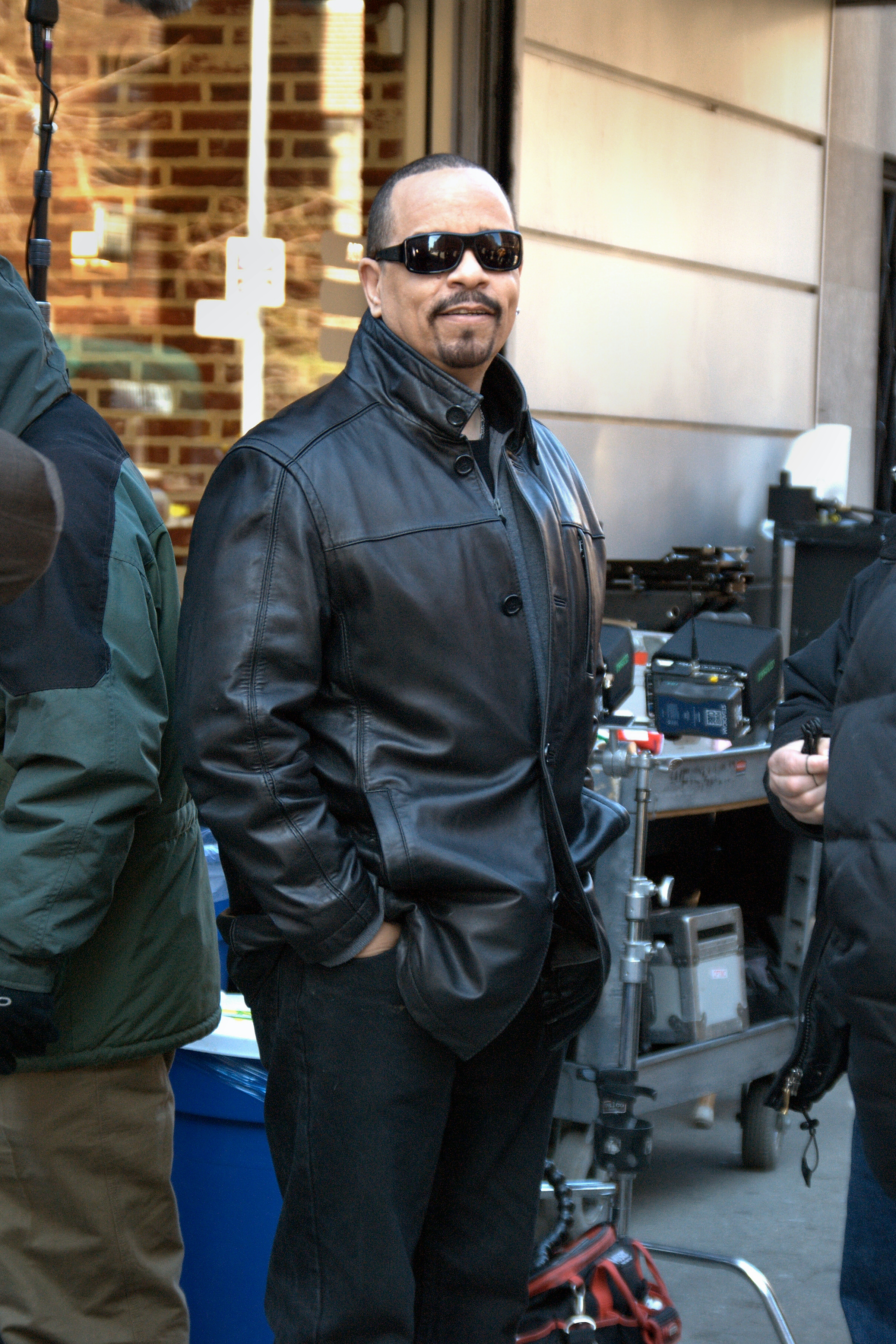
Ice T în martie 2011

, Newark, New Jersey) mai bine cunoscut sub numele de scenă Ice-T, este un rapper american, cântăreț și actor.

## Discografie
Albume de studio 
- 1987: Rhyme Pays
- 1988: Power
- 1989: The Iceberg/Freedom of Speech...Just Watch What You Say
- 1991: O.G. Original Gangster
- 1993: Home Invasion
- 1996: Ice-T VI: Return of the Real
- 1999: The Seventh Deadly Sin
- 2006: Gangsta Rap

Albume de colaborare
- 1983: Breaking And Entering (cu The Radio Crew)
- 1988: Rhyme Syndicate Comin' Through (cu Rhyme $yndicate)
- 1992: Body Count (cu Body Count)
- 1994: Born Dead (cu Body Count)
- 1995: Murder Squad Nationwide (cu South Central Cartel)
- 1997: Violent Demise: The Last Days (cu Body Count)
- 1997: $port Ya Vest In Tha West (cu DJ Aladdin & Tha West Coast Rydaz)
- 2000: Pimp to Eat (cu Analog Brothers)
- 2000: WWF Aggression  (interpretează tema din Godfather "Pimpin' Ain't easy")
- 2004: Repossession (cu SMG)
- 2006: Murder 4 Hire (cu Body Count)
- 2008: Urban Legends (cu Black Ice)
- 2014: Manslaughter (cu Body Count)

## Premii și nominalizări
Premiile Grammy 
| An   | Pentru                            | Premiu                                 | Rezultat     |
| ---- | --------------------------------- | -------------------------------------- | ------------ |
| 1991 | Back on the Block                 | Best Rap Performance by a Duo or Group | Câștigat     |
| 1992 | "New Jack Hustler (Nino's Theme)" | Best Rap Solo Performance              | Nominalizare |

MTV Video Music Awards
| An   | Pentru                            | Premiu                 | Rezultat     |
| ---- | --------------------------------- | ---------------------- | ------------ |
| 1989 | "Colors"                          | Best Rap Video         | Nominalizare |
| 1989 | "Colors"                          | Best Video from a Film | Nominalizare |
| 1991 | "New Jack Hustler (Nino's Theme)" | Best Rap Video         | Nominalizare |

## Filmografie
| An   | Film                                   | Rol                      | Note                                                            |
| ---- | -------------------------------------- | ------------------------ | --------------------------------------------------------------- |
| 1984 | Breakin'                               | Rap Talker               |                                                                 |
| 1985 | Breakin' 2: Electric Boogaloo          | Radiotron Rapper         |                                                                 |
| 1985 | Rappin'                                | În rolul său             |                                                                 |
| 1991 | New Jack City                          | Scotty Appleton          | Nominalizare: MTV Movie Award for Best Breakthrough Performance |
| 1991 | Ricochet                               | Odessa                   |                                                                 |
| 1992 | Why Colors?                            |                          |                                                                 |
| 1992 | Trespass                               | King James               |                                                                 |
| 1993 | CB4                                    | În rolul său             |                                                                 |
| 1993 | Who's the Man?                         | Nighttrain/Chauncey      |                                                                 |
| 1993 | Gift                                   | În rolul său             | Video                                                           |
| 1994 | Surviving the Game                     | Jack Mason               | Primul rol principal                                            |
| 1995 | Tank Girl                              | T-Saint                  |                                                                 |
| 1995 | Johnny Mnemonic                        | J-Bone                   |                                                                 |
| 1996 | Frankenpenis                           |                          | Direct-pe-video                                                 |
| 1997 | Below Utopia                           | Jim                      |                                                                 |
| 1997 | Rhyme & Reason (film)                  | În rolul său             | Documentar                                                      |
| 1997 | Mean Guns                              | Vincent Moon             |                                                                 |
| 1997 | The Deli                               | Phil The Meat Man        |                                                                 |
| 1998 | Crazy Six                              | Raul                     |                                                                 |
| 1998 | Pimps Up, Ho's Down                    | În rolul său             | Documentar                                                      |
| 1999 | Sonic Impact                           | Agent Taja               |                                                                 |
| 1999 | The Wrecking Crew                      | Menace                   |                                                                 |
| 1999 | The Heist                              | C-Note                   |                                                                 |
| 1999 | Frezno Smooth                          | DJ Superfly              |                                                                 |
| 1999 | Judgment Day                           | Matthew Reese            | Video                                                           |
| 1999 | Urban Menace                           | Narator                  |                                                                 |
| 1999 | Stealth Fighter                        | Owen Turner              | Și producător executiv                                          |
| 1999 | Final Voyage                           | Josef                    |                                                                 |
| 1999 | Jacob Two Two Meets the Hooded Fang    | Justice Rough, The Judge |                                                                 |
| 1999 | Corrupt                                | Corrupt                  |                                                                 |
| 2000 | Gangland                               | Ofițer Dunn              |                                                                 |
| 2000 | Leprechaun in the Hood                 | Mack Daddy               | Video                                                           |
| 2000 | Luck of the Draw                       | Macneilly                |                                                                 |
| 2000 | The Alternate                          | Agent Williams           |                                                                 |
| 2001 | Kept                                   | Jack Mosler              |                                                                 |
| 2001 | Stranded                               | Jeffries                 | Johnathan                                                       |
| 2001 | Crime Partners 2000                    | King Fischer             |                                                                 |
| 2001 | 3000 Miles to Graceland                | Hamilton                 |                                                                 |
| 2001 | Point Doom                             | Ringman                  |                                                                 |
| 2001 | Deadly Rhapsody                        | Wilson                   |                                                                 |
| 2001 | 'R Xmas                                | The Kidnapper            |                                                                 |
| 2001 | Guardian                               | Max                      |                                                                 |
| 2001 | Tara                                   | Grady                    |                                                                 |
| 2001 | Ticker                                 | Comandantul teroriștilor |                                                                 |
| 2001 | Out Kold                               | Goldie                   |                                                                 |
| 2001 | Ablaze                                 | Albert Denning           |                                                                 |
| 2001 | Air Rage                               | Matt Marshall            | Video                                                           |
| 2002 | On the Edge                            | Slim Jim                 |                                                                 |
| 2004 | Lexie                                  | Rasheed                  | Video                                                           |
| 2004 | Up In Harlem                           | Ice T                    |                                                                 |
| 2005 | Tracks                                 | Ofițer Brian Clark       |                                                                 |
| 2006 | Copy That                              | Ice T                    |                                                                 |
| 2007 | Apartment 309                          | Detective Shearod        |                                                                 |
| 2008 | A Family Underground                   | În rolul său             | Direct-to-DVD Documentar                                        |
| 2009 | Good Hair                              | În rolul său             | Documentar                                                      |
| 2009 | Tommy and the Cool Mule                | Jackie A (Voce)          |                                                                 |
| 2010 | Santorini Blue                         | Dr. Lewis                |                                                                 |
| 2010 | The Other Guys                         | Narator                  | Nemenționat                                                     |
| 2012 | Something From Nothing: The Art Of Rap | În rolul său             | Actor, Regizor, Producător                                      |
| 2013 | Assaulted: Civil Rights Under Fire     | Narator                  |                                                                 |

### Televiziune
| An           | Titlu                             | Rol                             | Note                                                                                 |
| ------------ | --------------------------------- | ------------------------------- | ------------------------------------------------------------------------------------ |
| 1983         | Fame                              | One of the 'Enforcers'          | Episodul: "Break Dance"                                                              |
| 1985         | The Merv Griffin Show             | În rolul său                    | Interviu și interpretare live                                                        |
| 1989         | Yo! MTV Raps                      | În rolul său                    | 3 Intervius                                                                          |
| 1989         | The Arsenio Hall Show             | În rolul său                    | Interviu și interpretare live                                                        |
| 1990         | Slammin' Rap Video Magazine       | În rolul său                    | Interviu                                                                             |
| 1991         | The Arsenio Hall Show             | În rolul său                    | Interviu și interpretare live                                                        |
| 1992         | The Arsenio Hall Show             | În rolul său                    | Interviu și interpretare live                                                        |
| 1995         | New York Undercover               | Danny Up/Danny Cort             | Episodul: "CAT" Episodul: "Catman Comes Back" Episodul: "The Finals" (as Danny Cort) |
| c. 1995      | Baadasss TV                       | Co-host                         | Două serii a câte 6 episoade.                                                        |
| 1996         | Swift Justice                     | Earl Borgese                    | Episodul: "Takin' Back the Street"                                                   |
| 1996         | MADtv                             | Host                            | Season 2 episode 2                                                                   |
| 1997         | Duckman: Private Dick/Family Man  | Taanzi                          | Episodul: "Ebony, Baby"                                                              |
| 1997         | Space Ghost Coast to Coast        | În rolul său                    | Episodul: Needledrop                                                                 |
| 1997–98      | Players                           | Isaac 'Ice' Gregory             | Main Cast                                                                            |
| 1998         | Welcome to Paradox                | Revell                          | Episodul: "The Winner"                                                               |
| 1998         | Exiled                            | Seymour 'Kingston' Stockton     | Film TV                                                                              |
| 1999         | L.A. Heat                         | Cage                            | Episodul: "Rap Sheet"                                                                |
| 1999         | Batman Beyond                     | Ramrod                          | Episodul: "Splicers"                                                                 |
| 1999         | V.I.P                             | The Prophet                     | Episodul: "Val the Hard Way" Episodul: "Val Goes To Town"                            |
| 2000         | The Disciples                     | The Sensei                      | Film TV                                                                              |
| 2000         | PhatClips                         | În rolul său                    | Interviu                                                                             |
| 2000–prezent | Law & Order: Special Victims Unit | Detective Odafin "Fin" Tutuola  | O înlocuiește pe Monique Jeffries începând cu sezonul 2, rol principal               |
| 2002         | Beyond Tough                      | În rolul său                    | Host                                                                                 |
| 2005         | Law & Order                       | Detective Odafin "Fin" Tutuola  | Episodul: "Flaw" (second half of cross-over with Law & Order: SVU episode "Design"). |
| 2006         | Ice-T's Rap School                | În rolul său                    | Real show                                                                            |
| 2007         | Belzer Vizion                     | În rolul său                    | Interviu                                                                             |
| 2008         | The Jace Hall Show                | În rolul său                    | Episodul: "Blizzard's World of Warcraft Feat. Ice T. & Coco"                         |
| 2009         | I Get That a Lot                  | În rolul său                    | TV special                                                                           |
| 2010         | All Star Mr. & Mrs.               | În rolul său with cu soția Coco | Runda finală                                                                         |
| 2010         | The Jace Hall Show                | În rolul său                    | 3 episoade                                                                           |
| 2011–13      | Ice Loves Coco                    | În rolul său                    | Reality Show                                                                         |
| 2011         | 30 Rock                           | Detective Odafin "Fin" Tutuola  | Episodul: ¡Qué Sorpresa!                                                             |
| 2012         | Live! with Kelly                  | În rolul său                    | Interviu                                                                             |
| 2014         | Chicago PD                        | Detective Odafin "Fin" Tutuola  | Episodul: "Conventions"                                                              |

### Jocuri video
| An   | Titlu                         | Rol                  | Note |
| ---- | ----------------------------- | -------------------- | ---- |
| 2000 | Sanity: Aiken's Artifact      | Agent Nathaniel Cain | Voce |
| 2002 | UFC: Tapout                   | În rolul său         | Voce |
| 2004 | Def Jam Fight for NY          | În rolul său         | Voce |
| 2004 | Grand Theft Auto: San Andreas | Madd Dogg            | Voce |
| 2006 | Scarface: The World Is Yours  | Pedestrians          | Voce |
| 2011 | Gears of War 3                | Griffin              | Voce |

## Lucrări scrise
- The Ice Opinion: Who Gives a Fuck?, cu Heidi Siegmund, St. Martin's Press, 1994
- Ice: A Memoir of Gangster Life and Redemption-from South Central to Hollywood, cu Douglas Century, One World/Ballantine, 2011
- Kings of Vice, cu  Mal Radcliff, Forge Books, 2011
- Mirror Image, cu Jorge Hinojosa, Forge Books 2013

## Legături externe
- Site web oficial
- Site web oficial
- Ice-T discografia la Discogs
- Ice-T la Internet Movie Database